# K.K. Partizan 1966
Questa pagina raccoglie le informazioni riguardanti il Košarkaški klub Partizan nelle competizioni ufficiali della stagione 1966.

## Roster
| N° | Naz.                  | Ruolo | Sportivo             |  | Alt. |  |
| -- | --------------------- | ----- | -------------------- |  | ---- |  |
|    | Jugoslavia (bandiera) |       | Radovan Radović      |  |      |  |
|    | Jugoslavia (bandiera) |       | Slobodan Jelić       |  |      |  |
|    | Jugoslavia (bandiera) |       | Borislav Žutić       |  |      |  |
|    | Jugoslavia (bandiera) |       | Blagoje Janković     |  |      |  |
|    | Jugoslavia (bandiera) |       | Miloš Bojović        |  |      |  |
|    | Jugoslavia (bandiera) |       | Jovan Janjić         |  |      |  |
|    | Jugoslavia (bandiera) |       | Đorđe Milojević      |  |      |  |
|    | Jugoslavia (bandiera) |       | Branko Damjanović    |  |      |  |
|    | Jugoslavia (bandiera) |       | Miloš Minić          |  |      |  |
|    | Jugoslavia (bandiera) |       | Borislav Raičević    |  |      |  |
|    | Jugoslavia (bandiera) |       | Božidar Dujković     |  |      |  |
|    | Jugoslavia (bandiera) |       | Goran Kapetanović    |  |      |  |
|    | Jugoslavia (bandiera) |       | Vasić                |  |      |  |
|    | Jugoslavia (bandiera) |       | Žarko Obračević      |  |      |  |
|    | Jugoslavia (bandiera) |       | Planinko Kapetanović |  |      |  |
|    | Jugoslavia (bandiera) |       | Marjanović           |  |      |  |
|    | Jugoslavia (bandiera) | All.  | Borislav Ćurčić      |  |      |  |